# Investitionszuwachsprämie
Die Investitionszuwachsprämie war eine vorübergehende, rein österreichische, steuerliche Investitionsbegünstigung in Höhe von 10 % des betrieblichen Investitionszuwachses des aktuellen Kalenderjahres im Vergleich zum Durchschnitt der Investitionen der 3 vorangegangenen Wirtschaftsjahre. Die Investitionszuwachsprämie war sowohl zeitlich auf die Kalenderjahre 2002 bis 2004 als auch materiell auf die Anschaffung bestimmter prämienbegünstigter Wirtschaftsgüter (ungebrauchte, körperliche Wirtschaftsgüter des Anlagevermögens) beschränkt. Viele Investitionen waren von dieser steuerlichen Begünstigung ausgeschlossen (Gebäude, geringwertige Wirtschaftsgüter, bestimmte Fahrzeuge u. a.).
In einer Erklärung vom Oktober 2016 hat die österreichische Bundesregierung eine Wiederauflage für die Jahre 2017 und 2018 angekündigt, in der Absicht, eine Belebung der Wirtschaft zu unterstützen.

## Kritik
Kritiker führen an, dass eine solche Prämie vor allem weniger gesunden Unternehmen mit Investitionsstau nutze, und gesund wirtschaftende mit laufenden bedarfsangepassten Investitionen benachteiligt.
Auch kommt es im Vorfeld einer angekündigten Einführung zu einem künstlichen Aufbau an Investitionsrückständen, um mehr Förderung zu lukrieren – das Gegenteil des gewünschten Effektes.